# 中區 (香港)

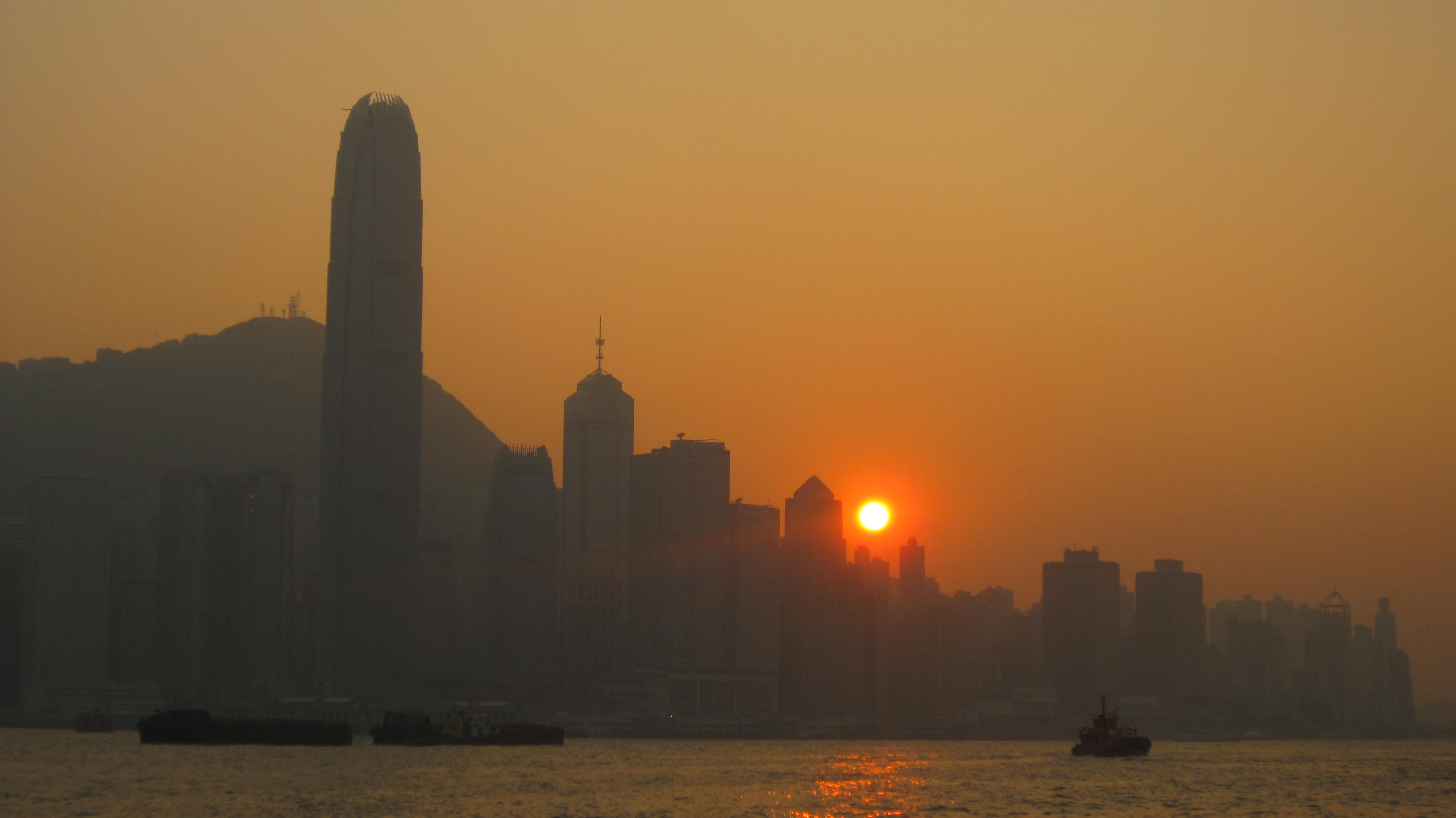
香港中區的日落

中區（英語：Central District）是香港昔日的一個行政區劃，範圍包括現時香港島中西區的東部，即中環。

## 歷史
1969年，香港政府推行《民政主任計劃》，香港被劃分為多區，其中香港島分為西區、中區、灣仔區及東區合共4區。中區與西區之間以急庇利街為界，範圍包括上環、中環及金鐘，還包括般咸道及堅道以南；西高山以北的半山區、太平山一帶，南至田灣山一帶。
1975年9月29日，香港島被重新分區，由於部份西區範圍給予了新成立的南區，剩下來的西區則與中區合併為中西區。
現時香港警務處沿用「中區」名稱規劃為一個警區，中西區東部屬於中區警區負責，轄屬中區警區總部。而城市規劃方面亦有兩個規劃分區以中區命名，分別是H4中區及H24中區（擴展部分）覆蓋。